# イブリアスコン
イブリアスコン共同企業体（いぶりあすこんきょうどうきぎょうたい、Iburi Ascon JV）とは、北海道登別市大和町1丁目8番地23に本部を置く共同企業体。富士建設・菱中建設・大成ロテックの3社の出資で設立され、道南地区最大規模のアスファルト合材製造販売プラント。

## 概要
イブリアスコン共同企業体は、富士建設・菱中建設・大成ロテックの3社が共同出資して設立した。出資比率は富士建設（50%）・菱中建設（30%）・大成ロテック（20%）で、地元室蘭地区に本社をもつ富士建設が幹事会社となり、同社登別支店に本部を設置、工事受注・施工がまかなわれている。 登別市では唯一のアスファルト合材製造工場。
3社は登別市大和町で会社が隣接して立地しており（国道36号線沿い）、以前はそれぞれアスファスルト合材を製造していたが、効率化などから新工場を建て製造を集約することになった。アスファルトプラントの1時間当たりの能力は120〔t〕、ストックはサイロ2基で220〔t〕と、道南では最大規模。騒音振動を抑え、防塵装置を完備、ばい煙を追放した無公害で省力化されたプラントとなっている。

## 主な種目
- アスファルト合材製造販売
  - アスファルト合材
  - 再生アスファルト合材
  - カラー合材
  - 常温合材
  - 改質アスファルト合材
- がれき類中間処理業